# Пею Богданов
Пею Богданов Пеев е български журналист и писател.

## Биография
Роден е на 4 ноември 1942 г. в Попово. Завършва висше образование във ВВМУ „Н. Й. Вапцаров“ – Варна със специалност „инженер корабен механик“. Има научна степен „доктор по философия“, защитена в АОН – Москва. Работи като механик на кораб в Параходство „БМФ“, радио и телевизионен журналист, експерт в неправителствени организации. Директор е на Телевизионен център – Варна. Директор на „Предавания за чужбина“ на Българско радио. Член е на Съюза на българските журналисти и е избиран за член на неговия УС; член на Съюза на българските писатели. Автор е на 15 белетристични книги.
Умира на 25 юли 2020 г. в София.

## Книги от автора
- „До брега е близо“ – записки на корабния механик, Книгоиздателство „Г. Бакалов“, Варна, 1978
- „Възраст на прилива“ – повест, „Профиздат“, София, 1985
- „Пръски солена вода“ – разкази, „Военно издателство“, София, 1988
- „Море до колене“ – анекдоти, издателство „Читалище“, София, 1991
- „Морска сол“ – анекдоти, Издателство „Земя“, София, 1993
- „Свалям шапка“ – сатирични миниатюри, Издателска къща „Христ К и К“, Варна, 1994
- „Пътят за пристанището“ – разкази, Издателска къща „Свят 91“, Варна, 1994
- „Общуване на тъмно“ – сатирични миниатюри, Издателска къща „Свят 91“, Варна, 1995
- „Телевизионно предаване“ – роман, Издателска къща „Сибия“, София, 1995
- „Мисли с добавка“ – афоризми, Издателство „Богианна“, София, 1996
- „Извън борда“ – разкази и фейлетони, Издателство „Богианна“, София, 1998
- „Часовник за капитан“ – избрани морски разкази, Издателска къща „Сибия“, София, 2002
- „Прекроени мисли“ – афоризми, Издателска къща „Сибия“, София, 2007
- „Нептунови номинации“ – разкази, Издателство „Богианна“, София, 2012
- „Балонът се надува“ – сатирична проза, Издателство „Български писател“, София, 2014

## Участие в сборници и антологии
- „Територия на дълга“ – литературен сборник, „Военно издателство“, София, 1984
- „Българска маринистика“ – антология, Университетско издателство „Климент Охридски“, София, 2002
- „Храбростта и мъката на България“ – военна проза, кн.ІІ, Издателство „Пропелер“, София, 2014
- „Поети 2016“ – антология, издателство „Български писател“, София, 2017

## Награди
- 1982 – І награда за разказа „Моряк ли е бил дядо Стефан?“ в конкурса „Златен морски кортик“ Варна ВМФ, в. „Димитровска вахта“
- 1988 – І награда за сборника разкази „Пръски солена вода“ в конкурса „Златен морски кортик“ Варна ВМФ, в. „Димитровска вахта“
- 1989 – І награда за разказа „Зад борда“ в конкурса „Месец на военно-патриотичния разказ“ на Министерството на народната отбрана и вестник „Народна армия“
- 2014 – Носител на националната литературна награда „Георги Братанов“ на Съюза на българските писатели за 2014 г. за сатиричния сборник „Балонът се надува“[3]